# Anna von Österreich (1318–1343)

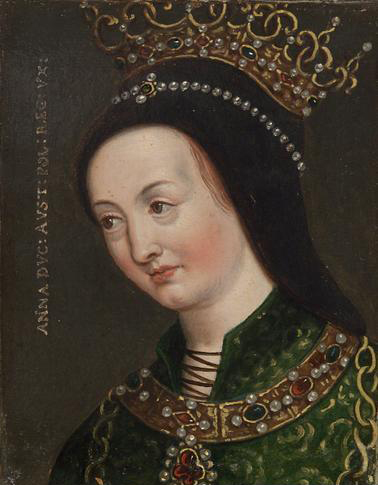
Porträt Annas von Österreich von Anton Boys

Anna von Österreich (* 1318; † 14. Dezember 1343 in Wien) war eine Herzogin von Niederbayern.
Anna war die jüngste Tochter des römisch-deutschen Königs Friedrichs des Schönen und dessen Gemahlin Elisabeth von Aragón. Als sich der römisch-deutsche König Ludwig der Bayer mit Friedrich dem Schönen aussöhnte, vermittelte er 1326 die Eheschließung zwischen Anna und dem Herzog Heinrich XV. von Niederbayern. Die Hochzeit des Paars fand am 21. September 1328 in Landshut statt. Die Ehe blieb kinderlos und währte nur kurz, da Heinrich XV. schon 1333 starb. Drei Jahre später vermählte sich Anna am 29. September 1336 in Görz mit dem Grafen Johann Heinrich IV. von Görz. Auch aus dieser Ehe gingen keine Nachkommen hervor, und Anna wurde bereits im März 1338 zum zweiten Mal Witwe. Daraufhin kehrte sie nach Wien zurück und trat dort in den Klarissenorden ein. Sie fungierte ab 1341 als Äbtissin des Klarissinnen-Klosters in der Kärntner Straße und wurde dort nach ihrem 1343 im Alter von 25 Jahren erfolgten Tod beigesetzt.